# Razor & Tie
Razor & Tie este o casă de discuri americană fondată în 1990 de Cliff Chenfeld și Craig Balsam.

## Case de discuri partenere
- Artery Recordings[2]
- The Militia Group
- Two Tomatoes Records
- Old Flame Records
- Prosthetic Records
- Sh-K-Boom Records
- Undertone Records

## Artiști
Actuali
| - Devin The Dude - Adestria (Artery Recordings) - All That Remains - Richard Ashcroft - Nicole Atkins - Attila (Artery Recordings) - Bad Books - Born Cages - Built on Secrets (Artery Recordings) - Buried In Verona (Artery Recordings) - Joan Baez - Dave Barnes - Nikolai Baskov - Brand New - Brad - Vanessa Carlton - Chiodos - Cher Lloyd (Malaezia și Thailanda) - Chelsea Grin (Artery Recordings) - Close to Home (Artery Recordings) - Dead Silence Hides My Cries (Artery Recordings) - Death Of An Era (Artery Recordings) - Dee Snider - Defiler - Kevin Devine - Emerson, Lake and Palmer (SUA și Canada) - Foreigner - For Today - Hearts&Hands (Artery Recordings) - Horseneck (Artery Recordings) - HIM - Hit the Lights - Hatebreed - Joe Jackson - The Jingle Punks Hipster Orchestra - I Am War - I Declare War (Artery Recordings) - Sworn In | - Myka, Relocate (Artery Recordings) - In Dying Arms (Artery Recordings) - Incredible' Me (Artery Recordings) - Angelique Kidjo - Kidz Bop Kids - Ladysmith Black Mambazo - Michael Londra - Madina Lake - Man Made Machine - Andy McKee - Jon McLaughlin - Nonpoint - Norma Jean - Ocean Is Theory - P.O.D. - Protest the Hero - The Pretty Reckless - Saves the Day - Neil Sedaka - The Seeking - Shadows Fall - Shoot the Girl First (Artery Recordings) - Sirens & Sailors - Dave Stewart - Such Gold - Kelly Sweet - The Sword - Twisted Sister - Vanna (Artery Recordings) - Suzanne Vega - Shadows Fall - The Wiggles - BeBe Winans - Dar Williams - Zappa Plays Zappa |

Foste
| - 40 Below Summer - Alex Chilton - Simon Collins - The Bongos - Laurie Berkner - Gary U.S. Bonds - A Bullet for Pretty Boy (Artery Recordings) - Bury Tomorrow (Artery Recordings) - The Clarks - Casino Madrid (Artery Recordings) - The Crimson Armada (Artery Recordings) - The Dan Band - Danko Jones - Day of Fire - Dead Confederate - EndeverafteR - For the Fallen Dreams (Artery Recordings) - The Graduate - Joe Grushecky - Steve Hofstetter | - Donnie Iris - Just Surrender - Don Johnson - Cledus T. Judd - The Summer Set - John Lithgow - Semi Precious Weapons - Ryan Shaw - Little Steven - Love Tractor - The Nields - Willie Nile - Mathias Anderle - Selena Gomez - Seven Nations - Corey Smith - Sonia Dada - Al Stewart and Shot in the Dark - Tina Sugandh - Cesar Velazquez - Prince Paul - Word |

## Compilații populare
- Me and You and the World
- Alvin and The Chipmunks OST
- Another Cinderella Story OST
- Djin Djin
- The Fall of Ideals
- This is Ryan Shaw
- We Are One
- Kiss or Kill
- My Better Self
- Dead Confederate EP
- Wrecking Ball
- Kidz Bop
- Buzz Ballads
- Forever 90s
- Monster Ballads
- Monster Ballads Volume 2
- Monster Ballads: Platinum Edition
- Monster Ballads XMas
- Monsters of Rock
- Monsters of Rock Volume 2
- Monsters of Rock: Platinum Edition
- Monster Madness
- The Buzz Box
- Fired Up CDs
- Forever Freestyle